# 1984 w informatyce
Kalendarium informatyczne 1984 roku
- 22 stycznia – podczas Super Bowl wyemitowano reklamę Apple 1984, prezentującą komputer Macintosh[1].
- maj – na rynku pojawił się LaserJet, pierwsza drukarka laserowa firmy Hewlett-Packard[1].
- 6 czerwca – w Związku Socjalistycznych Republik Radzieckich wydano grę Tetris[1].
- 20 grudnia – Bell Laboratories jako pierwsza wyprodukowała 1 MB pamięci operacyjnej RAM[2].
- Pojawiła się idea open system – powstał X/Open[3].
- Została wynaleziona drukarka 3D[1].
- Fujio Masuoka wynalazł pamięć flash[1].
- Sun udostępnił specyfikację NFS[4].
- W Polsce zaprezentowano komputer Mazovia 1016[5][6].